# Otok Oštarijski
 Otok Oštarijski  falu Horvátországban, Károlyváros megyében. Közigazgatásilag Ogulinhoz tartozik.

## Fekvése
Károlyvárostól 37 km-re délnyugatra, községközpontjától 4 km-re délkeletre, a Zagorska Mrežnica és az Oštarska partján, az A1-es autópálya ogulini lehajtója mellett fekszik. Hozzá tartoznak a patak túloldalán fekvő Šegani és Stabarnica települések is.

## Története
A falu nevét a Mrežnica-patak szigetéről kapta, mely a középkorban a település magját képezte. Volt itt a Frangepánoknak egy kisebb udvarházuk is, melyet később a török támadások idején megerősített a faluba újonnan betelepülő pravoszláv lakosság. Ennek az erősségnek mára nyoma sem maradt és helye sem ismert. 1828-ban Szent Miklós tiszteletére templomot építettek ide. 
A falunak 1857-ben 467, 1910-ben 417 lakosa volt. Trianonig Modrus-Fiume vármegye Ogulini járásához tartozott.  2011-ben 379 lakosa volt.

## Lakosság
| Lakosság változása | Lakosság változása | Lakosság változása | Lakosság változása | Lakosság változása | Lakosság változása | Lakosság változása | Lakosság változása | Lakosság változása | Lakosság változása | Lakosság változása | Lakosság változása | Lakosság változása | Lakosság változása | Lakosság változása | Lakosság változása |
| ------------------ | ------------------ | ------------------ | ------------------ | ------------------ | ------------------ | ------------------ | ------------------ | ------------------ | ------------------ | ------------------ | ------------------ | ------------------ | ------------------ | ------------------ | ------------------ |
| 1857               | 1869               | 1880               | 1890               | 1900               | 1910               | 1921               | 1931               | 1948               | 1953               | 1961               | 1971               | 1981               | 1991               | 2001               | 2011               |
| 467                | 536                | 407                | 431                | 431                | 417                | 395                | 449                | 364                | 353                | 345                | 456                | 428                | 471                | 446                | 379                |

## Nevezetességei
- Területén több víznyelő található, melyek nagyrészt elnyelik az Oštarska és a Zagorska Mrežnica patakok vízét. Így a Sabljaki-tó vizéből csak kevés jut el a szomszédos Oštarije faluig.
- Szent Miklós tiszteletére szentelt szerb pravoszláv temploma 1828-ban épült. Egyhajós épület, négyszögletes harangtornya a bejárat felett emelkedik. Jelenlegi állapota miatt felújításra szorul.